# قائمة بيريكوبيات العهد الجديد
انظرالى قوائم قصص الكتاب المقدس .
قصص العهد الجديد هي قصص أو قصص تكون من العهد الجديد للمسيحية.
للحصول على قائمة بجميع الأحداث في حياة يسوع، انظر إلى تناغم الإنجيل
للحصول وعلى قائمة بالأمثال التي رواها يسوع، انظر أمثال يسوع
للحصول على قائمة المعجزات المنسوبة إلى يسوع، انظر معجزات يسوع

## أعمال الرسل
من أهم أعمال الرسل
- صعود المسيح (1:1:9)
- حل ماتياس محل يهوذا (1:12-26)
- يوم الخمسين (2)
- حنانيا وسفيرة (5:1-11)
- تم تعيين سبعة يونانيين (6:1-7)
- رجم استفانوس (6:8-7:60)
- كرازة فيليب الإنجيلي (8:4-40)
- سيمون الساحر (8:9-24)
- تحول بولس في الطريق إلى دمشق (9)
- رؤيا بطرس حول ملاءة بها حيوانات (10:9-16)
- تحويل كرنيليوس (10:1-48)
- إعدام يعقوب بن زبدي (12:1-2)
- تحرير القديس بطرس (12:3-19)
- موت هيرودس أغريبا الأول [44 م] (12:20-25)
- الرحلة التبشيرية الأولى لبولس وبرنابا (13-14)
- مجمع أورشليم (15:1-35)
- رحلة بولس التبشيرية الثانية (15:36-18:22)
- رحلة بولس التبشيرية الثالثة (18:23-21:16)
- بول قبل فيليكس (24)
- بول قبل فستوس (25:1-12)
- بولس قبل أغريبا الثاني (25:23-26:32)
- رحلة بولس إلى روما (27-28)

## رسالة بولس الرسول إلى أهل غلاطية
من رسالة بولس الرسول إلى أهل غلاطية
- اهتداء بولس الرسول (1:11–24)
- اجتماع، ربما مجلس القدس (2:1–10)
- حادثة أنطاكية (2:11–14)

## الوحي
للحصول على قائمة بالأحداث في سفر الرؤيا، انظر أحداث الرؤيا

## أنظر أيضا هنا
- التسلسل الزمني ليسوع
- قائمة أحداث الكتاب المقدس العبري
- العهد الجديد